# Frullania sergiae
Frullania sergiae là một loài Rêu trong họ Jubulaceae. Loài này được Sim-Sim, S. Fontinha, R. Mues & U. Lion mô tả khoa học đầu tiên năm 2000.